# 石井トク
石井 トク（いしい とく）は、日本の看護学者。看護師。助産師。元日本赤十字北海道看護大学学長、岩手県立大学名誉教授。看護倫理学・母性看護学の第一人者。

## 略歴
神奈川県横浜市に生まれる。法政大学法学部を卒業。その後、日本赤十字中央女子短期大学で看護婦を、日本赤十字社助産婦学校で助産婦資格を取得し、1997年（平成9年）に『妊婦の姿勢と胎向が母体及び胎児心拍数に与える影響』で医学博士（東京医科大学）を取得する。 各地の赤十字病院勤務を経て、1982年千葉大学看護学部助教授、1993年広島大学医学部教授、1998年岩手県立大学看護学部教授。2006年日本赤十字北海道看護大学看護学部教授、2007年同2代学長に就任する。2011年3月学長退任、定年退職。

## 著書
- 『医療事故-看護の法と倫理の視点から』（医学書院、1992）
- 『バイオエシックスと看護』（出版研、1993）
- 『マンガでわかるナースが防ぐ医療事故』共著（照林社、1999）
- 『情報科学（系統看護学講座 基礎）』共著（医学書院、2001）
- 『看護と医療事故-対応・分析・防止』（医学書院、2001）
- 『現代社会の倫理を考える〈1〉看護の倫理学』（丸善、2002）
- 『ナースが知っておきたい医療事故「30」の防止策』共著（照林社、2006）
- 『医療事故を未然に防ごう-ナースに必要な危険予測』（中央法規出版、2004）
- 『看護の倫理資料集-看護関連倫理規定/綱領/宣言の解説』野口恭子（丸善、2004）
- 『ナースのための医療事故防止のポイント』黒住アキコ（照林社、2006）
- 『看護のこころ 看護の倫理規定・綱領・宣言集』編集（丸善、2007）
- 『患者を看る 薬の有害反応ハンドブック』根本昌宏（医歯薬出版、2009）
- 『看護倫理学入門-文学作品を通して感性と問題解決能力を高める』野口恭子（医歯薬出版、2012）

## 参考
- 『患者を看る 薬の有害反応ハンドブック』
- KAKEN - 石井 トク